# John Kennedy (calciatore 2002)
John Kennedy Batista de Souza (Itaúna, 18 maggio 2002) è un calciatore brasiliano, attaccante del Pachuca in prestito dal Fluminense.

## Caratteristiche tecniche
È un centravanti. Dotato di velocità ed accelerazione, può giocare su tutto il fronte offensivo, inoltre è abile nelle coordinazioni aeree sollecitate da colpi di talento puri.

## Carriera
Cresciuto nel settore giovanile del Fluminense, il 21 gennaio 2021 debutta fra i professionisti nell'incontro di Série A pareggiato 3-3 contro il Coritiba, dove segna una delle tre reti della sua squadra.
Il 5 novembre 2023 decide la finale di Coppa Libertadores contro il Boca Juniors, terminata 2-1 in favore del Fluminense, facendosi poi espellere due minuti dopo il suo gol per l'esultanza giudicata eccessiva dall'arbitro.

## Statistiche
Statistiche aggiornate al 23 maggio 2025.

### Presenze e reti nei club
| Stagione          | Squadra           | Campionato        | Campionato | Campionato | Coppe nazionali | Coppe nazionali | Coppe nazionali | Coppe continentali | Coppe continentali | Coppe continentali | Altre coppe | Altre coppe | Altre coppe | Totale | Totale | Totale |
| Stagione          | Squadra           | Comp              | Pres       | Reti       | Comp            | Pres            | Reti            | Comp               | Pres               | Reti               | Comp        | Pres        | Reti        | Pres   | Reti   |        |
| ----------------- | ----------------- | ----------------- | ---------- | ---------- | --------------- | --------------- | --------------- | ------------------ | ------------------ | ------------------ | ----------- | ----------- | ----------- | ------ | ------ | ------ |
| 2020              | Fluminense        | A/RJ+A            | 0+7        | 0+2        | CB              | 0               | 0               |                    | -                  | -                  |             | -           | -           | 7      | 2      |        |
| 2021              | Fluminense        | A/RJ+A            | 8+13       | 2+2        | CB              | 1               | 0               | CL                 | 0                  | 0                  | -           | -           | -           | 22     | 4      |        |
| 2022              | Fluminense        | A/RJ+A            | 0+6        | 0+0        | CB              | 1               | 0               | CS                 | 1                  | 0                  | -           | -           | -           | 8      | 0      |        |
| 2023              | Ferroviária       | A1/SP+D           | 11+0       | 6+0        | -               | -               | -               | -                  | -                  | -                  | -           | -           | -           | 11     | 6      |        |
| 2023              | Fluminense        | A/RJ+A            | 0+26       | 0+6        | CB              | 3               | 1               | CL                 | 10                 | 4                  | CmC         | 2           | 1           | 41     | 12     |        |
| 2024              | Fluminense        | A/RJ+A            | 4+22       | 1+0        | CB              | 3               | 1               | CL                 | 4                  | 1                  | RS          | 1           | 0           | 34     | 3      |        |
| Totale Fluminense | Totale Fluminense | Totale Fluminense | 12+74      | 3+10       |                 | 8               | 2               |                    | 15                 | 5                  |             | 3           | 1           | 112    | 21     |        |
| 2025              | Pachuca           | PD                | 20         | 9          | -               | -               | -               | -                  | -                  | -                  | LC+CmC      | 0+0         | 0+0         | 20     | 9      |        |
| Totale carriera   | Totale carriera   | Totale carriera   | 117        | 28         |                 | 8               | 2               |                    | 15                 | 5                  |             | 3           | 1           | 143    | 36     |        |

## Palmarès

### Competizioni statali
- Campionato Carioca: 1

Fluminense: 2023

### Competizioni internazionali
- Coppa Libertadores: 1

Fluminense: 2023
- Recopa Sudamericana: 1

Fluminense: 2024